# مديرية صعفان

تعديل مصدري - تعديل

مديرية صعفان هي إحدى مديريات محافظة صنعاء في اليمن. بلغ عدد سكانها 96388 نسمة عام 2023.

## الموقع
تقع مديرية صعفان في الجهة الغربية للمحافظة وبمحاذاة محافظتي المحويت والحديدة وتبعد عن مركزالمحافظة (135) كيلو متراً تقريباً.
الحدود:-
يحد المديرية من شمالا وشرقاً: ( مديرية مناخه)
وجنوباً: ( مديرية الحجيله التابعة لمحافظة الحديدة )
وغرباً: ( مديرية بني سعد التابعة لمحافظة المحويت ومديرية الحجيله التابعة لمحافظة الحديدة ).

## التقسيم الإداري

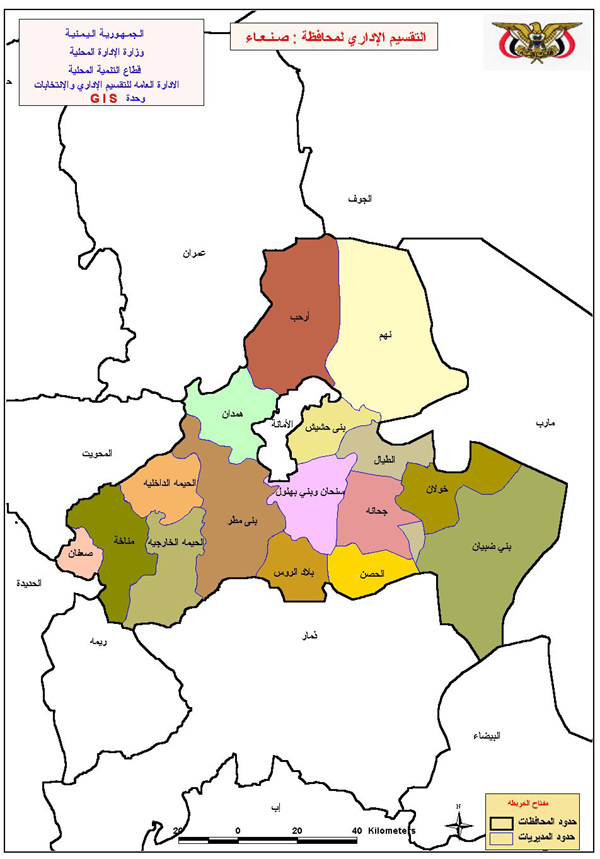
موقع مديرية صعفان في محافظة صنعاء

عزل المديرية:
1. متوح
2. المغارب
3. بني جرين
4. الجرواح
5. بني اسحاق
6. بني عراف
7. مدول
8. الطرف

## المعالم الأثرية التاريخية والسياحية
- مسجد قرية المنصبة القديم، حيث يرجع تاريخ بناءه إلى حوالي 1200 عام.
- مسجد وبركة القرية بوادي أدروب.
- حصون بيت قاسم، في قرية المنصبة، حيث يعتبرون من الأسر العريقة في مديرية صعفان.
- حصن متوح ويتكون من اربع مباني حيث كان يستحدم ابان حكم الائمة كموقع لحجز الرهائن – حصن لكمة القوطاري- حصن عزان – حصن القاهرة – جامع قرية الشرف الأسفل – حصن الشبه في عزلة متوح – محل الجرواح – حصن مدول – حصن جبل عبد الرحمن ( مدول) – حصن قرية نوبه ( المغارب) – جبل بني عراف ( بني عراه) – حصون حماطه وحماطة جبل مشهور في قسم المشبه التابعة لعزلة الطرف بمديرية صعفان. ويقابله جبل يسمى شرف الحداد - وفي جبل حماطه ضريح وقبة السيد النهاري وقد كان مزار دائم من ذي قبل
- وادي أدروب الذي يحتوي على مدرجات أشجار البن الشهيرة، ومجموعة من العيون العذبة التي تجري على مدار العام.
( الطرف) حصن يابس ( الطرف) – حصن المخلاف ( الطرف) – الحمام الطبيعي وادي حار ( مدول ).
- غيل باب العين.

## الأودية
تتميز المديرية بكثرة وديانها التي تشكل روافد هامة للأودية التي تصب في سهل تهامة منها:-
وادي الموجر – وادي العيان – وادي النجود- وادي قرن هاشم – وادي الحجارة – وادي الشريف – وادي ساهف – وادي حار – وادي النوب – وادي بطينه – وادي عامر – وادي المنصبه والدروب – وادي المخلاف – وادي الرجام – وادي مزيدات – وادي الماء.